# Cryptotora thamicola
Cryptotora thamicola é uma espécie de peixe actinopterígeo da família Balitoridae.
Apenas pode ser encontrada no seguinte país: Tailândia.
Os seus habitats naturais são: sistemas cársticos interiores.